# Thomas Dubay
Thomas Dubay (ur. 30 grudnia 1921 w Minneapolis, zm. 26 września 2010 w Silver Spring) – marysta, rekolekcjonista i autor książek o życiu duchowym, znawca duchowości św. Teresy z Avilli i św. Jana od Krzyża.
Urodził się jako jedno z siedmiorga dzieci Elie Albert Dubay i Leah Caron Dubay. W 1939 rozpoczął naukę w niższym seminarium duchownym w South Langhorne (Pensylwania). Po dwóch latach rozpoczął nowicjat w zgromadzeniu marystów na Staten Island (Nowy Jork). Pierwsze śluby zakonne złożył 8 września 1944 r. 8 czerwca 1950 przyjął święcenia kapłańskie.
Spośród jego 20 książek na język polski przetłumaczono Ogień wewnętrzny (przekład: Agnieszka Bielecka), Głębokie nawrócenie. Głęboka modlitwa (przekład: Monika Matykiewicz), ABC modlitwy (przekład: Dobromiła Romanów-Rutkowska). W trakcie przygotowań do wydania jest książka Wiara i pewność.

## Publikacje
- And You Are Christ's: The Charism of Virginity and the Celibate Lifec
- Authenticity: A Biblical Theology of Discernment
- Deep Conversion/Deep Prayer
- The Evidential Power of Beauty
- Faith and Certitude
- Fire Within: St. Teresa of Avila, St. John of the Cross and the Gospel - On Prayer
- Happy Are the Poor: The Simple Life and Spiritual Freedom
- Prayer Primer: Igniting A Fire Within